# Abadiano, Mexiko
Abadiano är en ort i Mexiko.   Den ligger i kommunen Jiquilpan och delstaten Michoacán de Ocampo, i den centrala delen av landet, 400 km väster om huvudstaden Mexico City. Abadiano ligger 2 060 meter över havet och antalet invånare är 880.
Terrängen runt Abadiano är huvudsakligen kuperad, men söderut är den bergig. Runt Abadiano är det ganska tätbefolkat, med 129 invånare per kvadratkilometer. Närmaste större samhälle är Sahuayo de Morelos, 16,6 km öster om Abadiano. I omgivningarna runt Abadiano växer huvudsakligen savannskog.